# Eccellenza Molise 2023-2024
Il campionato italiano di calcio di Eccellenza regionale 2023-2024 è il trentaduesimo organizzato in Italia. Rappresenta il quinto livello del calcio italiano. Questo è il girone organizzato dal comitato regionale della regione Molise.

## Stagione
La precedente stagione ha visto il Campobasso vincere il campionato. Campodipietra, Gambatesa e Aurora Ururi, squadre retrocesse nella passata stagione, vengono sostituite dal Fortore, dall'Atletico San Pietro in Valle, dal Ripamolisani e, non essendo retrocessa nessuna squadra molisana dalla Serie D, dal Termoli 2016 (ridenominato Difesa Grande Termoli). Il Pietramontecorvino non si iscrive, e viene sostituito dalla ripescata Cliternina.

## Squadre partecipanti
| Club                                   | Città (provincia)            | Stadio o campo sportivo                                                                         | Stagione precedente                               |
| -------------------------------------- | ---------------------------- | ----------------------------------------------------------------------------------------------- | ------------------------------------------------- |
| A.S.D. Atletico San Pietro in Valle    | Frosolone (IS)               | Stadio Comunale                                                                                 | 2º in Promozione Molise (promosso)                |
| A.S.D. Aurora Alto Casertano           | Capriati a Volturno (CE)     | Stadio Pasqualino Leonardo (Pietramelara), 27ª a Stadio Pasqualino Ferrante (Piedimonte Matese) | 3º posto in Eccellenza Molise                     |
| U.S.D. Bojano                          | Bojano (CB)                  | Stadio Adriano Colalillo                                                                        | 6º posto in Eccellenza Molise                     |
| A.S.D. Campomarino M. C.               | Campomarino (CB)             | Santa Cristina                                                                                  | 5º posto in Eccellenza Molise                     |
| A.C.D. Castel di Sangro Cep 1953       | Castel di Sangro (AQ)        | Complesso Polisportivo Erba Sintetica                                                           | 11º posto in Eccellenza Molise                    |
| A.P. Cliternina                        | Campomarino (CB)             | Stadio Madonna Grande                                                                           | 11º in Promozione Molise (ripescata)              |
| G.S.D. Difesa Grande Termoli 2016      | Termoli (CB)                 | Stadio Gino Cannarsa                                                                            | 4º in Promozione Molise (promosso ai playoff)     |
| Polisportiva Fortore                   | San Bartolomeo in Galdo (BN) | Stadio Comunale Rocky Marciano                                                                  | 1º in Promozione Molise (promosso)                |
| S.S.D.R.L. Città di Isernia San Leucio | Isernia                      | Stadio Comunale Mario Di Ianni (Cerro al Volturno), 12ª e 30ª giornata Stadio Mario Lancellotta | 2º posto in Eccellenza Molise                     |
| Olympia Agnonese                       | Agnone (IS)                  | Stadio Civitelle                                                                                | 10º posto in Eccellenza Molise                    |
| A.S.D. Real Guglionesi                 | Guglionesi (CB)              | Comunale                                                                                        | 8º posto in Eccellenza Molise                     |
| A.S.D. Ripamolisani 1963               | Ripalimosani (CB)            | Stadio Marco Vitantonio                                                                         | 3º in Promozione Molise (promosso ai playoff)     |
| A.S.D. Sesto Campano Calcio            | Sesto Campano (IS)           | Comunale                                                                                        | 4º posto in Eccellenza Molise                     |
| A.C.D. Turris                          | Santa Croce di Magliano (CB) | Stadio Antonio Ianiri (Rotello)                                                                 | 7º posto in Eccellenza Molise                     |
| U.S. Venafro A.S.D.                    | Venafro (IS)                 | Stadio Marchese Alessandro del Prete                                                            | 9º posto in Eccellenza Molise                     |
| A.S.D. Virtus Gioiese                  | Gioia Sannitica (CE)         | Stadio Pasqualino Ferrante (Piedimonte Matese)                                                  | 13º posto in Eccellenza Molise (Salva ai playout) |

## Classifica finale
|  | Pos. | Squadra                      | Pt | G  | V  | N  | P  | GF  | GS | DR  |
|  | ---- | ---------------------------- | -- | -- | -- | -- | -- | --- | -- | --- |
|  | 1.   | Isernia                      | 82 | 30 | 26 | 4  | 0  | 114 | 20 | 94  |
|  | 2.   | Aurora Alto Casertano        | 72 | 30 | 23 | 3  | 4  | 97  | 31 | 66  |
|  | 3.   | Real Guglionesi              | 53 | 30 | 16 | 5  | 9  | 61  | 42 | 19  |
|  | 4.   | Venafro                      | 52 | 30 | 15 | 7  | 8  | 51  | 39 | 12  |
|  | 5.   | Virtus Gioiese               | 42 | 30 | 12 | 6  | 12 | 41  | 60 | -19 |
|  | 6.   | Sesto Campano                | 41 | 30 | 10 | 11 | 9  | 44  | 48 | -4  |
|  | 7.   | Castel di Sangro             | 41 | 30 | 13 | 2  | 15 | 51  | 57 | -6  |
|  | 8.   | Atletico San Pietro in Valle | 38 | 30 | 9  | 11 | 10 | 47  | 47 | 0   |
|  | 9.   | Turris                       | 36 | 30 | 8  | 12 | 10 | 23  | 35 | -12 |
|  | 10.  | Fortore                      | 36 | 30 | 9  | 9  | 12 | 37  | 54 | -17 |
|  | 11.  | Ripalimosani                 | 35 | 30 | 9  | 8  | 13 | 26  | 43 | -17 |
|  | 12.  | Bojano                       | 32 | 30 | 8  | 8  | 14 | 27  | 49 | -22 |
|  | 13.  | Cliternina                   | 28 | 30 | 7  | 7  | 16 | 36  | 53 | -17 |
|  | 14.  | Campomarino                  | 27 | 30 | 7  | 6  | 17 | 33  | 60 | -27 |
|  | 15.  | Olympia Agnonese             | 23 | 30 | 5  | 8  | 17 | 39  | 61 | -22 |
|  | 16.  | Difesa Grande Termoli 2016   | 23 | 30 | 4  | 11 | 15 | 26  | 54 | -28 |

Legenda:
       Promossa in Serie D 2024-2025
      Ammessa ai play-off nazionali
 ammessa ai play-off o ai play-out
       Retrocessa in Promozione 2024-2025
Regolamento:
Tre punti a vittoria, uno a pareggio, zero a sconfitta.
La classifica finale tiene conto di:
- Punti.
- Punti negli scontri diretti.
- Differenza reti negli scontri diretti.
- Differenza reti generale.
- Reti realizzate.
- Sorteggio.

Note:

## Risultati

### Tabellone
Aggiornato al 5 Maggio 2024
Ogni riga indica i risultati casalinghi della squadra segnata a inizio della riga, contro le squadre segnate colonna per colonna (che invece avranno giocato l'incontro in trasferta). Al contrario, leggendo la colonna di una squadra si avranno i risultati ottenuti dalla stessa in trasferta, contro le squadre segnate in ogni riga, che invece avranno giocato l'incontro in casa.
|                              | ASV  | AAC  | BOJ | CAM | CDS | CLI  | DGT  | FOR  | ISL  | OLY | RGU | RIP  | SCC  | TUR | VEN  | VIG  |
| ---------------------------- | ---- | ---- | --- | --- | --- | ---- | ---- | ---- | ---- | --- | --- | ---- | ---- | --- | ---- | ---- |
| Atletico San Pietro in Valle | –––– | 1-3  | 1-2 | 2-1 | 2-1 | 4-2  | 4-0  | 2-2  | 3-3  | 2-1 | 2-3 | 0-2  | 0-1  | 1-1 | 0-1  | 0-1  |
| Aurora Alto Casertano        | 5-2  | –––– | 3-0 | 3-2 | 2-1 | 5-2  | 5-0  | 5-1  | 2-3  | 2-1 | 5-1 | 2-0  | 6-1  | 3-0 | 3-0  | 8-3  |
| Bojano                       | 0-0  | 2-2  |     | 1-0 | 2-3 | 1-2  | 1-0  | 2-1  | 0-2  | 1-0 | 0-2 | 0-1  | 1-1  | 4-0 | 1-4  | 0-2  |
| Campomarino                  | 0-1  | 1-0  | 1-0 |     | 0-3 | 2-2  | 0-3  | 2-2  | 2-3  | 4-1 | 1-1 | 0-0  | 0-1  | 0-1 | 1-1  | 0-1  |
| Castel di Sangro             | 3-2  | 0-4  | 3-1 | 3-0 |     | 1-3  | 2-0  | 3-1  | 0-3  | 1-3 | 4-3 | 0-1  | 1-0  | 2-3 | 3-6  | 1-0  |
| Cliternina                   | 1-3  | 5-1  | 1-1 | 2-3 | 0-2 | –––– | 1-0  | 0-2  | 0-5  | 0-0 | 0-0 | 0-1  | 0-0  | 1-0 | 1-2  | 1-1  |
| Difesa Grande Termoli        | 1-1  | 1-1  | 0-0 | 1-0 | 2-2 | 0-3  | –––– | 0-0  | 0-5  | 1-1 | 1-2 | 0-0  | 0-1  | 2-2 | 3-2  | 1-1  |
| Polisportiva Fortore         | 2-4  | 1-7  | 1-1 | 3-1 | 3-1 | 2-1  | 2-2  | –––– | 0-3  | 2-1 | 1-5 | 1-0  | 1-1  | 0-0 | 1-0  | 2-3  |
| Città di Isernia S. Leucio   | 3-3  | 1-0  | 9-2 | 5-0 | 5-1 | 3-1  | 4-0  | 3-0  | –––– | 6-0 | 3-0 | 5-0  | 7-1  | 5-0 | 2-0  | 4-0  |
| Olympia Agnonese             | 1-1  | 0-3  | 0-0 | 3-4 | 0-1 | 3-1  | 4-2  | 1-2  | 2-4  |     | 1-2 | 1-1  | 2-2  | 1-2 | 1-1  | 4-1  |
| Real Guglionesi              | 0-0  | 1-2  | 4-1 | 6-1 | 2-1 | 3-1  | 2-1  | 2-2  | 0-4  | 0-1 |     | 5-0  | 3-0  | 2-0 | 1-2  | 2-0  |
| Ripalimosani                 | 1-2  | 0-4  | 1-2 | 2-3 | 2-1 | 2-1  | 2-2  | 2-1  | 1-3  | 3-1 | 1-3 | –––– | 0-0  | 0-0 | 0-0  | 0-1  |
| Sesto Campano                | 2-2  | 0-0  | 4-0 | 2-3 | 4-2 | 0-1  | 0-1  | 2-1  | 0-4  | 5-1 | 4-2 | 2-0  | –––– | 2-1 | 2-2  | 1-1  |
| Turris                       | 1-1  | 0-3  | 0-1 | 1-1 | 0-0 | 0-0  | 1-0  | 1-0  | 0-0  | 0-0 | 0-0 | 0-0  | 2-1  |     | 1-0  | 5-1  |
| Venafro                      | 2-0  | 0-2  | 0-0 | 3-0 | 2-0 | 3-1  | 2-0  | 0-0  | 1-6  | 3-2 | 3-2 | 2-1  | 2-2  | 2-0 | –––– | 5-1  |
| Virtus Gioese                | 1-1  | 1-6  | 1-0 | 3-0 | 1-5 | 3-2  | 3-2  | 0-1  | 1-1  | 3-1 | 0-2 | 1-2  | 2-2  | 2-1 | 2-0  | –––– |

## Spareggi

### Play-off
Per questa stagione non si disputano in quanto il distacco tra la seconda e la terza è superiore ai 10 punti.

### Spareggio retrocessione
|                  | Risultati |                            | Luogo e data                          |
| ---------------- | --------- | -------------------------- | ------------------------------------- |
| Olympia Agnonese | 3-2       | Difesa Grande Termoli 2016 | Montenero di Bisaccia, 12 maggio 2024 |

#### Play-out
|            | Risultati |                  | Luogo e data                |
| ---------- | --------- | ---------------- | --------------------------- |
| Bojano     | 4-1       | Olympia Agnonese | Bojano, 19 maggio 2024      |
| Cliternina | 0-1       | Campomarino      | Campomarino, 11 maggio 2024 |
|            |           |                  |                             |